# Godi (famiglia)
La famiglia Godi è stata una famiglia nobile italiana.

## Storia
Secondo Giovanni da Schio, la famiglia era originaria di San Pietro in Gu, da cui la sua antica denominazione di "de Gudi". La sua esistenza è attestata nel vicentino sin dal XII secolo: infatti, sempre secondo il da Schio, in quel tempo l'imperatore Federico Barbarossa concesse ai membri della famiglia la dignità equestre. Uno dei suoi membri più noti fu Antonio Godi, notaio di Vicenza.